# Plateau (Santa Lucía)
Plateau es una localidad de Santa Lucía que forma parte del distrito de Gros Islet.